# Tmarus villasboasi
Tmarus villasboasi är en spindelart som beskrevs av Mello-Leitao 1949. 
Tmarus villasboasi ingår i släktet Tmarus och familjen krabbspindlar. Inga underarter finns listade i Catalogue of Life.